# Regis Philbin

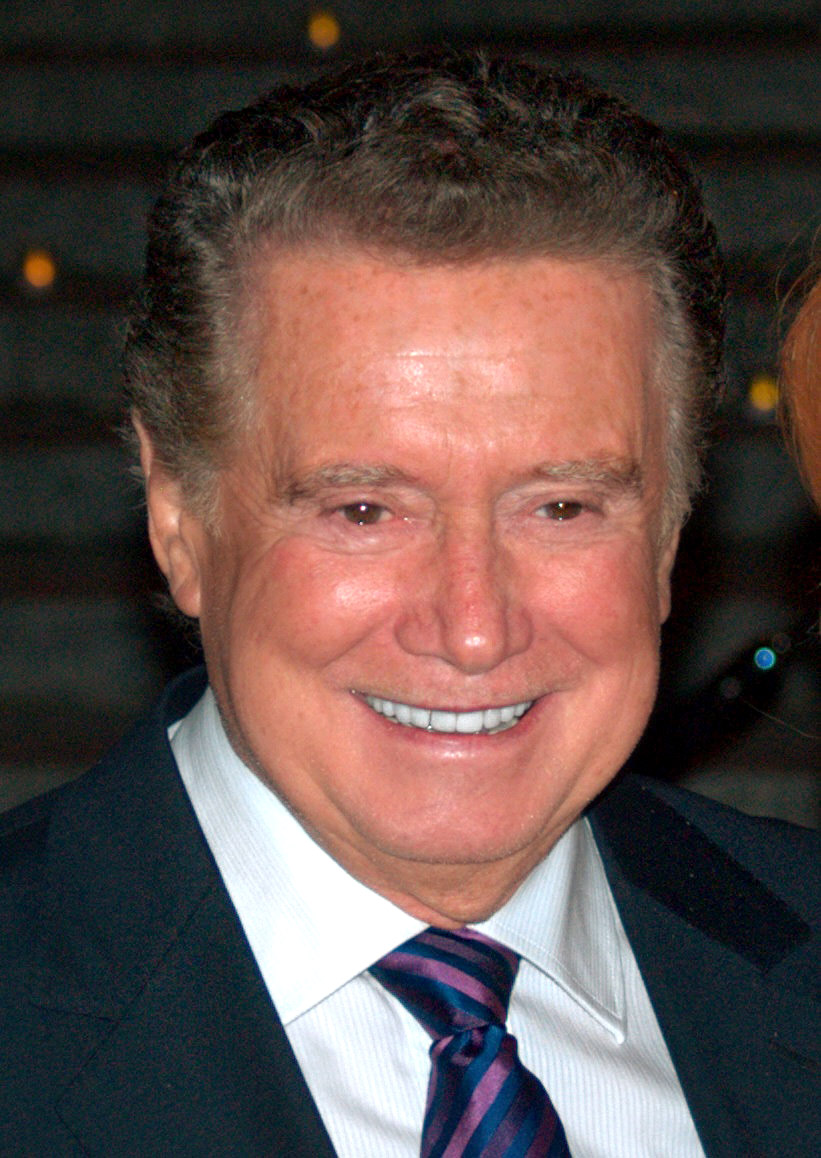
Regis Philbin (2009)

Regis Francis Xavier Philbin  (* 25. August 1931 in New York City; † 24. Juli 2020 in Greenwich, Connecticut) war ein US-amerikanischer Fernsehmoderator. Er war ab den 1950er Jahren im Geschäft und eines der bekanntesten Gesichter im amerikanischen Fernsehen. Zu seinen bekanntesten Sendungen zählen Live with Regis and Kelly, Who Wants to Be a Millionaire? sowie die Castingshow America’s Got Talent. Philbin hält den Guinness-Rekord für die meiste Zeit, die ein Mensch vor einer Fernsehkamera verbracht hat (2006 wurden ihm 15.662 Stunden zuerkannt, danach war er weiterhin aktiv).

## Frühes Leben
Philbin wuchs mit seinen Eltern Francis „Frank“ und Filomena „Florence“ (geb. Boscia) Philbin im New Yorker Stadtteil Bronx auf. Sein Vater war irischer Herkunft, während seine Mutter albanischer Abstammung war. Obwohl er immer als Einzelkind galt, gab er am 1. Februar 2007 bekannt, dass er einen Bruder, Frank M. Philbin, hatte. Dieser war einige Tage zuvor an einer Krankheit gestorben. Philbin sagte, dass sein Bruder ihn gebeten hatte, in den Medien nicht von ihm zu sprechen.
Nach seiner Schullaufbahn an der Our Lady of Solace Grammar School und der Cardinal Hayes High School in New York studierte er ab 1949 Soziologie an der University of Notre Dame. Nach seinem Dienst in der United States Navy machte Philbin seine ersten Fernseherfahrungen bei einigen kleineren Aushilfsarbeiten.

## Talkshow-Karriere
Seine erste eigene Talkshow hatte Philbin auf dem kalifornischen Regionalsender KGTV. Da er damals aus finanziellen Gründen keine große Redaktion hinter sich hatte, begann er jede Sendung mit einem kurzen Gespräch zwischen ihm und den Zuschauern über die Themen des Tages. Dieser „host chat“ wurde später sein Markenzeichen. Als Joey Bishops Sidekick in The Joey Bishop Show hatte Philbin 1967 seine erste größere Rolle.
Zwischen 1975 und 1983 war Philbin Co-Moderator von Sarah Purcell und später Cyndy Garvey in der Morgensendung A.M. Los Angeles des Senders KABC-TV. Die Sendung erfuhr daraufhin eine deutliche Quotensteigerung. Zusätzlich moderierte er 1981 für 18 Wochen zusammen mit Mary Hart eine Morgensendung auf NBC.
Ebenfalls in den 1980er Jahren moderierte Philbin Lifestyles with Regis Philbin auf dem Sender Lifetime Television.

## Spielshow-Karriere
Neben seinen Talkshows moderierte Philbin auch immer wieder mehr oder weniger erfolgreiche Gameshows. Die erste war The Neighbors, die ABC aber 1975 schon nach kurzer Zeit wieder absetzte. In der Show ging es darum, dass eine Kandidatin erraten musste, welche ihrer Nachbarinnen Gerüchte über sie verbreitet. Im gleichen Jahr war er Co-Moderator der ABC-Show Almost anything goes, der amerikanischen Adaption der britischen Quizshow It’s A Knockout. Diese Sendung wurde jedoch ebenfalls aufgrund schlechter Quoten abgesetzt.
Mehr Erfolg hatte Philbin mit Who Wants to Be a Millionaire?, der amerikanischen Version von Wer wird Millionär?. Nach anfänglich großen Erfolgen 1999 sanken aber auch hier die Quoten mit der Zeit. Im Jahre 2001 gewann Philbin dennoch einen Emmy-Award als „herausragender Gameshow-Moderator“. Nachdem die Sendung von ABC aufgrund der hohen Kosten schon eingestellt war, wurde sie 2002 mit Meredith Vieira als Moderatorin wiederbelebt. Philbin moderierte 2004 Who Wants to Be a Super Millionaire. Hierbei handelte es sich um eine abgewandelte Version des ursprünglichen Konzepts, bei der die Kandidaten bis zu 10 Mio. US-Dollar gewinnen konnten.
Im November 2005 kündigte ABC an, dass Philbin die Moderation von This is our Life übernehmen werde. Im August 2006 wurde allerdings bekannt, dass seine Option auf einen Vertrag abgelaufen war und er sie nicht verlängern wollte.
Die erste Staffel der Talentshow America’s Got Talent wurde im Sommer 2006 ebenfalls von Philbin moderiert. Da er jedoch währenddessen zwischen New York und Los Angeles pendeln musste (er hatte gleichzeitig noch eine andere Sendung), gab er die Moderation der zweiten Staffel an Jerry Springer ab.

## Privatleben
Philbin war ab 1970 zum zweiten Mal verheiratet. Aus seiner ersten Ehe (1955–1968) gingen zwei Kinder hervor, aus der zweiten Ehe ebenfalls. Philbin starb im Juli 2020 im Alter von 88 Jahren.

## Fernsehsendungen
- That Regis Philbin Show (1964–1965)
- The Joey Bishop Show (1967–1969)
- The People’s Lawyer (1975)
- The Neighbors (1975–1976)
- A.M. Los Angeles (Moderator 1975–1983)
- Almost Anything Goes (Co-Moderator 1976)
- SST: Death Flight (1977)
- Mad Bull (1977)
- Mirror, Mirror (1979)
- Steve Martin: Comedy Is Not Pretty (1980)
- California Girls (1985)
- Ryan’s Hope (1987–1988)
- Live with Regis and Kathie Lee (1988–2000)
- Who Wants to Be a Millionaire (Moderator 1999–2002)
- Live with Regis (2000–2001)
- Live with Regis and Kelly (2001 bis 18. November 2011)
- Who Wants to Be a Super Millionaire (2004, beschränkt auf zwölf Sendungen)

- This Is Your Life (2006)
- America’s Got Talent (Moderator 2006)
- How I Met Your Mother (Cameo-Auftritt 2008)

## Filmografie
- 1972: Was Sie schon immer über Sex wissen wollten, aber bishr nicht zu fragen wagten
- 1978: Sextette
- 1978: The Bad News Bears Go to Japan
- 1983: Frauen waren sein Hobby
- 1985: Malibu-Express
- 1990: Kein Baby an Bord
- 1991: The Emperor’s new clothes
- 1992: Night and the City
- 1995: Open Season
- 1997: Diagnose: Mord
- 1997: Mother Goose: A Rappin’ and Rhymin’ Special (Synchronisation)
- 1999: Dudley Do-Right
- 1999: Torrance Rises
- 2000: Little Nicky – Satan Junior
- 2001: See How They Run (Dokumentation)
- 2002: People I Know
- 2002: Pinocchio (Synchronisation)
- 2003: Im Dutzend billiger
- 2004: The Breakup Artist
- 2004: Lilo & Stitch (Cameo-Auftritt, Synchronisation)
- 2005: Miss Congeniality 2: Armed and Fabulous
- 2006: Little Miss Sunshine (Synchronisation)
- 2007: Ugly Betty (Fernsehserie)
- 2007: Shrek der Dritte (Shrek The Third)  (Synchronisation, Mabel die hässliche Stiefschwester)
- 2011: Jack und Jill

## Diskografie

### Alben
- 1968: It’s Time for Regis!
- 2004: When You’re Smiling
- 2005: The Regis Philbin Christmas Album (US: #74 UK: #163)

### Singles
- 2005: Rudolph The Red Nosed Reindeer (mit Donald Trump) “Rudolph, you’re hired! Blitzen, you’re fired!”
- 2005: Frosty the Snowman

## Auszeichnungen
- Mai 2001: Daytime Emmy Award „Outstanding Game Show Host“ für Who Wants to Be a Millionaire
- Mai 2001: Daytime Emmy Award „Outstanding Talk Show Host“ für Live with Regis (zusammen mit Rosie O’Donnell)
- 2001: TV Guide „Personality of the Year“
- 1. Januar 2002: „Grand Marshal of Tournament of Roses Parade“
- Februar 2003: „Distinguished American Award“
- 10. April 2003: Philbin bekommt einen Stern auf dem Hollywood Walk of Fame
- 20. August 2004: Guinness World Record für die „Meiste Zeit vor der Kamera“ (15.188 Stunden)
- Juli 2005: PR.com „Best Celebrity Nickname“
- April 2006: Daytime Emmy Award winner „Outstanding Special Class Special“ für die Walt Disney World Christmas Day Parade (zusammen mit Kelly Ripa und Ryan Seacrest)
- April 2006: Aufnahme in die „National Association of Broadcasters Television Hall of Fame“
- September 2006: neuer Guinness World Record für die „Meiste Zeit vor der Kamera“ (15.662 Stunden)